# Aplustre
L'aplustre (o apluster) è un elemento costruttivo e ornamentale delle antiche navi greche e romane.
Si trovava in alto, sopra la poppa, era di legno, e in genere si allargava come un ventaglio ed era curvato in modo simile alle penne di un uccello.
È un simbolo molto diffuso nell'iconografia, per indicare i porti e la navigazione.

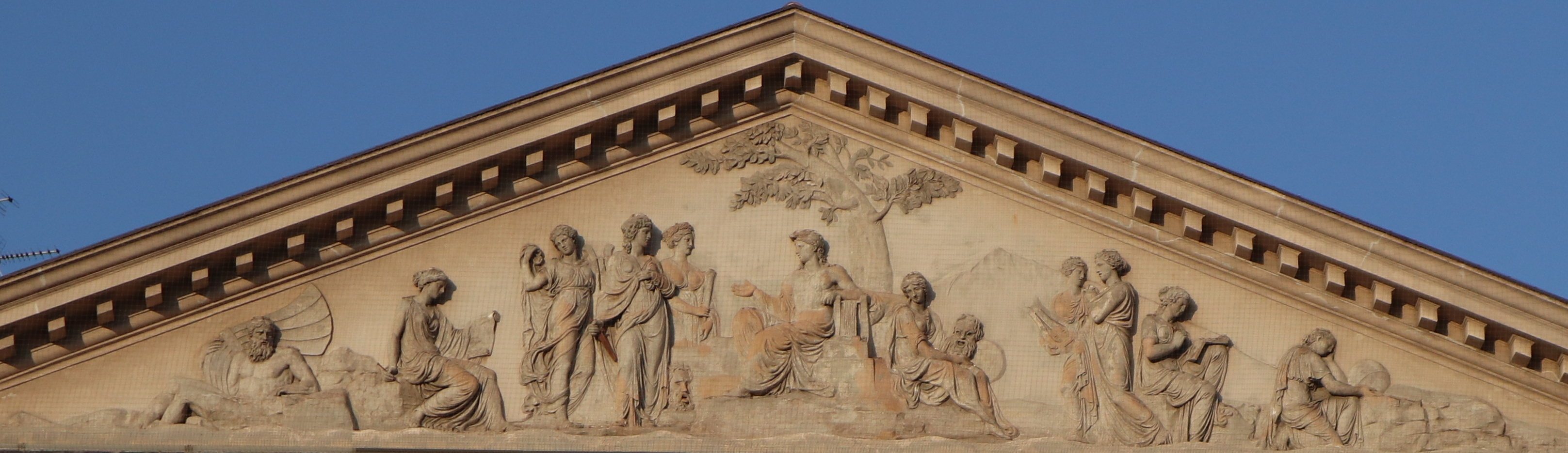
Frontone del Teatro delle Muse, Ancona: all'estrema sinistra si vede Palemone, dio dei porti, che stringe un aplustre